# Kommun- och regionvalet 2021 (Danmark)

Partiet med störst röstandel i varje kommun och region. Skarpare färg visar på större röstandell.

Partiet som vann borgmästarposten i kommuner respektive regionsrådsordförandeposten i regioner. Kraftig färg visar på en ändring från föregående val.

Kommunal- och regionalvalet 2021 i Danmark hölls 16 november 2021. Det var det femte valet med det upplägg som infördes genom strukturreformen med val till kommunfullmäktige för Danmarks kommuner och regionsråd för Danmarks regioner. Valdeltagandet var 67,2 procent, en minskning med 3,6 procentenheter jämfört med valet 2017. Totalt valdes 2 436 politiker till kommunfullmäktigen och 205 till regionsråden. Jämfört med föregående val hade Frederiksberg kommun ökat antalet ledamötet i kommunfullmäktige från 25 till 29. 
Valet påverkades av Covid-19-pandemin. Antalet poströster var dubbelt så högt som vid föregående val. För att kunna genomföra det fysiska röstande på ett säkert sätt hade flera kommuner satt upp fält utomhus. I dessa kunde smittade väljare rösta. De kunde antingen komma till fots eller med bil och rösta utan att lämna fordonet.

## Regionvalet

### Ledamöter i regionsråden
| Parti                           | Hovedstaden | Midtjylland | Nordjylland | Sjælland | Syddanmark | Totalt | Skillnad |
| ------------------------------- | ----------- | ----------- | ----------- | -------- | ---------- | ------ | -------- |
| Socialdemokratiet (A)           | 9           | 13          | 15          | 15       | 12         | 64     | ▼ 6      |
| Radikale Venstre (B)            | 5           | 2           | 1           | 2        | 2          | 12     | ▲ 4      |
| Det Konservative Folkeparti (C) | 10          | 6           | 7           | 5        | 3          | 31     | ▲ 16     |
| Nye Borgerlige (D)              | 1           | 1           | 2           | 2        | 2          | 8      | ▲ 8      |
| Socialistisk Folkeparti (F)     | 4           | 3           | 2           | 3        | 2          | 14     | ▬ 0      |
| Veganerpartiet (G)              | 0           | 0           | 0           | 0        | 0          | 0      | Nytt     |
| Liberal Alliance (I)            | 0           | 0           | 0           | 0        | 0          | 0      | ▼ 5      |
| Kristendemokraterne (K)         | 0           | 1           | 0           | 0        | 0          | 1      | ▬ 0      |
| Dansk Folkeparti (O)            | 1           | 1           | 1           | 2        | 1          | 6      | ▼ 15     |
| Psykiatri-Listen (P)            | 0           | 1           | 0           | 0        | 0          | 1      | ▬ 0      |
| Venstre (V)                     | 5           | 11          | 11          | 10       | 17         | 54     | ▬ 0      |
| Enhedslisten (Ø)                | 6           | 2           | 2           | 2        | 2          | 14     | ▲ 1      |
| Alternativet (Å)                | 0           | 0           | 0           | 0        | 0          | 0      | ▼ 3      |
| Totalt                          | 41          | 41          | 41          | 41       | 41         | 205    | ▬ 0      |

### Valdeltagande
| Region                 | Hovedstaden | Midtjylland | Nordjylland | Själlland | Syddanmark | Totalt    |
| ---------------------- | ----------- | ----------- | ----------- | --------- | ---------- | --------- |
| Röstberättigade        | 1 476 172   | 1 061 946   | 476 694     | 676 784   | 981 047    | 4 672 643 |
| Blanka röster          | 31 985      | 28 763      | 11 606      | 19 846    | 26 522     | 118 722   |
| Övriga ogiltiga röster | 4 247       | 2 888       | 964         | 2 137     | 2 782      | 13 018    |
| Giltiga röster         | 918 317     | 702 385     | 310 538     | 431 167   | 634 979    | 2 997 386 |
| Totalt antal röster    | 954 549     | 734 036     | 323 108     | 453 150   | 664 283    | 3 129 126 |
| Valdeltagande          | 64,66 %     | 69,12 %     | 67,78 %     | 66,96 %   | 67,71 %    | 66,97 %   |

### Regionsrådsordföranden
I fyra av de fem regioner behöll den sittande ordförande posten. I Region Nordjylland blev Mads Duedahl från Venstre ny ordförande efter att Venstre, Dansk Folkeparti, Nye Borgerlige och Det Konservative Folkeparti gått samman för att stödja honom. Det var första gången sedan 2007 som Socialdemokratiet inte vann posten.
| Regionsrådsordförande före och efter valet | Regionsrådsordförande före och efter valet | Regionsrådsordförande före och efter valet | Regionsrådsordförande före och efter valet | Regionsrådsordförande före och efter valet |
| Region                                     | Avgående                                   | Avgående                                   | Vald                                       | Vald                                       |
| ------------------------------------------ | ------------------------------------------ | ------------------------------------------ | ------------------------------------------ | ------------------------------------------ |
| Region Nordjylland                         | Ulla Astman                                | A                                          | V                                          | Mads Duedahl                               |
| Region Midtjylland                         | Anders Kühnau                              | A                                          | A                                          | Anders Kühnau                              |
| Region Syddanmark                          | Stephanie Lose                             | V                                          | V                                          | Stephanie Lose                             |
| Region Sjælland                            | Heino Knudsen                              | A                                          | A                                          | Heino Knudsen                              |
| Region Hovedstaden                         | Lars gaardhøj                              | A                                          | A                                          | Lars gaardhøj                              |

## Kommunvalet

### Ledamöter i kommunfullmäktige
Ändringar i förhållande till valet 2017.
| Parti                            | Röstandel | +/-    | Mandat | +/-   | Ställde upp i | Valdes in i | +/-  |
| -------------------------------- | --------- | ------ | ------ | ----- | ------------- | ----------- | ---- |
| Socialdemokratiet (A)            | 28,40%    | ▼4,02% | 755    | ▼ 87  | 98            | 98          | ▬ 0  |
| Venstre (V)                      | 21,18%    | ▼1,92% | 620    | ▼ 68  | 97            | 95          | ▼ 1  |
| Det Konservative Folkeparti (C)  | 15,24%    | ▲6,45% | 403    | ▲ 178 | 98            | 97          | ▲ 18 |
| SF - Socialistisk Folkeparti (F) | 7,61%     | ▲1,89% | 168    | ▲ 42  | 97            | 89          | ▲ 11 |
| Enhedslisten (Ø)                 | 7,33%     | ▲1,38% | 114    | ▲ 12  | 91            | 68          | ▼ 1  |
| Radikale Venstre (B)             | 5,59%     | ▲0,97% | 95     | ▲ 15  | 93            | 60          | ▲ 5  |
| Dansk Folkeparti (O)             | 4,09%     | ▼4,65% | 911    | ▼ 132 | 98            | 71          | ▼ 20 |
| Nye Borgerlige (D)               | 3,57%     | ▲2,65% | 65     | ▲ 64  | 95            | 59          | ▲ 58 |
| Liberal Alliance (I)             | 1,38%     | ▼1,21% | 9      | ▼ 19  | 66            | 5           | ▼ 20 |
| Kristendemokraterne (K)          | 0,79%     | ▲0,24% | 11     | ▲ 2   | 47            | 5           | ▲ 1  |
| Alternativet (Å)                 | 0,71%     | ▼2,23% | 5      | ▼ 15  | 35            | 4           | ▼ 11 |
| Slesvigsk Parti (S)              | 0,29%     | ▼0,02% | 10     | ▬ 0   | 4             | 4           | ▬ 0  |
| Veganerpartiet (G)               | 0,17%     | Nytt   | 0      | Nytt  | 16            | 0           | Nytt |
| Lokala och mindre partoet        |           |        | 90     | ▲ 12  | 85            | 32          | ▼ 2  |
| Total                            |           |        | 2436   | ▲ 4   |               |             |      |

^ Dansk Folkeparti valdes in i 71 kommuner med totalt 91 mandater. Lars Smith i Sorø kommun gick dock över till Det Konservative Folkeparti fem dagar efter valet, vilket gjorde att de då istället var representerade i 70 kommuner.
Frederiksberg kommun ökade storleken på kommunfullmäktige med fyra platser, från 25 till 29 platser.

### Borgmästare före och efter valet
Bordmästare som blev valda på konstituerande möten i december 2021 för perioden 1 januari 2022 till 31 december 2025.
| Borgmästare före och efter valet | Borgmästare före och efter valet | Borgmästare före och efter valet | Borgmästare före och efter valet | Borgmästare före och efter valet |
| Kommun                           | Avgående borgmästare             | Parti                            | Parti                            | Vald borgmästare                 |
| -------------------------------- | -------------------------------- | -------------------------------- | -------------------------------- | -------------------------------- |
| Albertslund kommun               | Steen Christiansen               | A                                | A                                | Steen Christiansen               |
| Allerød kommun                   | Karsten Längerich                | V                                | V                                | Karsten Längerich                |
| Assens kommun                    | Søren Steen Andersen             | V                                | V                                | Søren Steen Andersen             |
| Ballerup kommun                  | Jesper Würtzen                   | A                                | A                                | Jesper Würtzen                   |
| Billund kommun                   | Ib Kristensen                    | V                                | V                                | Stephanie Storbank               |
| Bornholms regionskommun          | Thomas Thors                     | A                                | C                                | Jacob Trøst                      |
| Brøndby kommun                   | Kent Max Magelund                | A                                | A                                | Kent Max Magelund                |
| Brønderslev kommun               | Mikael Klitgaard                 | V                                | V                                | Mikael Klitgaard                 |
| Dragør kommun                    | Helle Barth                      | V                                | C                                | Kenneth Gøtterup                 |
| Egedal kommun                    | Karsten Søndergaard              | V                                | A                                | Vicky Holst Rasmussen            |
| Esbjerg kommun                   | Jesper Frost Rasmussen           | V                                | V                                | Jesper Frost Rasmussen           |
| Fanø kommun                      | Sofie Valbjørn                   | Å                                | B                                | Frank Jensen                     |
| Favrskov kommun                  | Nils Borring                     | A                                | C                                | Lars Storgaard                   |
| Faxe kommun                      | Ole Vive                         | V                                | V                                | Ole Vive                         |
| Fredensborg kommun               | Thomas Lykke Pedersen            | A                                | A                                | Thomas Lykke Pedersen            |
| Fredericia kommun                | Steen Wrist Ørts                 | A                                | A                                | Steen Wrist Ørts                 |
| Frederiksberg kommun             | Simon Aggesen                    | C                                | A                                | Michael Vindfeldt                |
| Frederikshavn kommun             | Birgit Stenbak Hansen            | A                                | A                                | Birgit Stenbak Hansen            |
| Frederikssund kommun             | John Schmidt Andersen            | V                                | A                                | Tina Tving Stauning              |
| Furesø kommun                    | Ole Bondo Christensen            | A                                | A                                | Ole Bondo Christensen            |
| Fåborg-Midtfyn kommun            | Hans Stavnsager                  | A                                | A                                | Hans Stavnsager                  |
| Gentofte kommun                  | Michael Fenger                   | C                                | C                                | Michael Fenger                   |
| Gladsaxe kommun                  | Trine Græse                      | A                                | A                                | Trine Græse                      |
| Glostrup kommun                  | John Engelhardt                  | V                                | A                                | Kasper Damsgaard                 |
| Greve kommun                     | Pernille Beckmann                | V                                | V                                | Pernille Beckmann                |
| Gribskov kommun                  | Anders Gerner Frost              | G                                | V                                | Bent Hansen                      |
| Guldborgsund kommun              | John Brædder                     | G                                | A                                | Simon Hansen                     |
| Haderslev kommun                 | H.P. Geil                        | V                                | V                                | Mads Skau                        |
| Halsnæs kommun                   | Steffen Jensen                   | A                                | A                                | Steffen Jensen                   |
| Hedensted kommun                 | Kasper Glyngø                    | A                                | V                                | Ole Vind                         |
| Helsingør kommun                 | Benedikte Kiær                   | C                                | C                                | Benedikte Kiær                   |
| Herlev kommun                    | Thomas Gyldal Petersen           | A                                | A                                | Thomas Gyldal Petersen           |
| Herning kommun                   | Dorte West                       | V                                | V                                | Dorte West                       |
| Hillerød kommun                  | Kirsten Jensen                   | A                                | A                                | Kirsten Jensen                   |
| Hjørring kommun                  | Arne Boelt                       | A                                | V                                | Søren Smalbro                    |
| Holbæk kommun                    | Christina Krzyrosiak Hansen      | A                                | A                                | Christina Krzyrosiak Hansen      |
| Holstebro kommun                 | H.C. Østerby                     | A                                | A                                | H.C. Østerby                     |
| Horsens kommun                   | Peter Sørensen                   | A                                | A                                | Peter Sørensen                   |
| Hvidovre kommun                  | Helle Moesgaard Adelborg         | A                                | F                                | Anders Wolf Andresen             |
| Høje-Tåstrup kommun              | Michael Ziegler                  | C                                | C                                | Michael Ziegler                  |
| Hørsholm kommun                  | Morten Slotved                   | C                                | C                                | Morten Slotved                   |
| Ikast-Brande kommun              | Ib Boye Lauritsen                | V                                | V                                | Ib Boye Lauritsen                |
| Ishøj kommun                     | Ole Bjørstorp                    | L                                | A                                | Merete Amdisen                   |
| Jammerbugt kommun                | Mogens Gade                      | V                                | V                                | Mogens Gade                      |
| Kalundborg kommun                | Martin Damm                      | V                                | V                                | Martin Damm                      |
| Kerteminde kommun                | Kasper Olesen                    | A                                | A                                | Kasper Olesen                    |
| Kolding kommun                   | Jørn Pedersen                    | V                                | C                                | Knud Erik Langhoff               |
| Köpenhamns kommun                | Lars Weiss                       | A                                | A                                | Sophie Hæstorp Andersen          |
| Køge kommun                      | Marie Stærke                     | A                                | A                                | Marie Stærke                     |
| Langeland kommun                 | Tonni Hansen                     | F                                | F                                | Tonni Hansen                     |
| Lejre kommun                     | Carsten Rasmussen                | A                                | V                                | Tina Mandrup                     |
| Lemvig kommun                    | Erik Flyvholm                    | V                                | V                                | Erik Flyvholm                    |
| Lolland kommun                   | Holger Schou Rasmussen           | A                                | A                                | Holger Schou Rasmussen           |
| Lyngby-Tårbæk kommun             | Sofia Osmani                     | C                                | C                                | Sofia Osmani                     |
| Læsø kommun                      | Karsten Nielsen                  | V                                | V                                | Tobias Birch Johansen            |
| Mariagerfjord kommun             | Mogens Jespersen                 | V                                | V                                | Mogens Jespersen                 |
| Middelfart kommun                | Johannes Lundsfryd Jensen        | A                                | A                                | Johannes Lundsfryd Jensen        |
| Morsø kommun                     | Hans Ejner Bertelsen             | V                                | V                                | Hans Ejner Bertelsen             |
| Norddjurs kommun                 | Jan Petersen                     | A                                | V                                | Kasper Bjerregaard               |
| Nordfyns kommun                  | Morten Andersen                  | V                                | V                                | Morten Andersen                  |
| Nyborg kommun                    | Kenneth Muhs                     | V                                | V                                | Kenneth Muhs                     |
| Næstved kommun                   | Carsten Rasmussen                | A                                | A                                | Carsten Rasmussen                |
| Odder kommun                     | Uffe Jensen                      | V                                | A                                | Lone Jakobi                      |
| Odense kommun                    | Peter Rahbæk Juel                | A                                | A                                | Peter Rahbæk Juel                |
| Odsherred kommun                 | Thomas Adelskov                  | A                                | N                                | Karina Vincentz Andersen         |
| Randers kommun                   | Torben Hansen                    | A                                | A                                | Torben Hansen                    |
| Rebild kommun                    | Leon Sebbelin                    | B                                | V                                | Jesper Greth                     |
| Ringkøbing-Skjern kommun         | Hans Østergaard                  | V                                | V                                | Hans Østergaard                  |
| Ringsted kommun                  | Henrik Hvidesten                 | V                                | V                                | Henrik Hvidesten                 |
| Roskilde kommun                  | Tomas Breddam                    | A                                | A                                | Tomas Breddam                    |
| Rudersdal kommun                 | Jens Ive                         | V                                | C                                | Ann Sofie Orth                   |
| Rødovre kommun                   | Britt Jensen                     | A                                | A                                | Britt Jensen                     |
| Samsø kommun                     | Marcel Meijer                    | A                                | A                                | Marcel Meijer                    |
| Silkeborg kommun                 | Steen Vindum                     | V                                | A                                | Helle Gade                       |
| Skanderborg kommun               | Frands Fischer                   | A                                | A                                | Frands Fischer                   |
| Skive kommun                     | Peder Chr. Kirkegaard            | V                                | V                                | Peder Chr. Kirkegaard            |
| Slagelse kommun                  | John Dyrby Paulsen               | A                                | V                                | Knud Vincents                    |
| Solrød kommun                    | Niels Emil Hörup                 | V                                | I                                | Emil Blücher                     |
| Sorø kommun                      | Gert Jørgensen                   | C                                | C                                | Gert Jørgensen                   |
| Stevns kommun                    | Anette Mortensen                 | V                                | A                                | Henning Urban Dam                |
| Struer kommun                    | Niels Viggo Lynghøj              | A                                | V                                | Mads Jakobsen                    |
| Svendborg kommun                 | Bo Hansen                        | A                                | A                                | Bo Hansen                        |
| Syddjurs kommun                  | Ole Bollesen                     | A                                | A                                | Michael Stegger Jensen           |
| Sønderborg kommun                | Erik Lauritzen                   | A                                | A                                | Erik Lauritzen                   |
| Thisted kommun                   | Ulla Vestergaard                 | A                                | V                                | Niels Jørgen Toft Pedersen       |
| Tønder kommun                    | Henrik Frandsen                  | T                                | S                                | Jørgen Popp Petersen             |
| Tårnby kommun                    | Allan Andersen                   | A                                | A                                | Allan Andersen                   |
| Vallensbæk kommun                | Henrik Rasmussen                 | C                                | C                                | Henrik Rasmussen                 |
| Varde kommun                     | Erik Buhl                        | V                                | V                                | Mads Sørensen                    |
| Vejen kommun                     | Egon Fræhr                       | V                                | C                                | Frank Schmidt-Hansen             |
| Vejle kommun                     | Jens Ejner Christensen           | V                                | V                                | Jens Ejner Christensen           |
| Vesthimmerland kommun            | Per Bach Laursen                 | V                                | V                                | Per Bach Laursen                 |
| Viborg kommun                    | Ulrik Wilbek                     | V                                | V                                | Ulrik Wilbek                     |
| Vordingborg kommun               | Mikael Smed                      | A                                | A                                | Mikael Smed                      |
| Ærø kommun                       | Ole Wej Petersen                 | A                                | A                                | Peter Hansted                    |
| Åbenrå kommun                    | Thomas Andresen                  | V                                | C                                | Jan Riber Jakobsen               |
| Ålborg kommun                    | Thomas Kastrup-Larsen            | A                                | A                                | Thomas Kastrup-Larsen            |
| Århus kommun                     | Jacob Bundsgaard                 | A                                | A                                | Jacob Bundsgaard                 |